# Who Let the Dogs Out (Lambrini-Girls-Album)
Who Let the Dogs Out ist das erste Studioalbum der englischen Punk-Band Lambrini Girls, das am 10. Januar 2025 bei City Slang erschien.

## Entstehung
Das Album wurde im April 2024 in zwei Etappen innerhalb von zehn Tagen in Oxford geschrieben, wobei die beiden Musikerinnen Phoebe Lunny und Lilly Macieira-Boşgelmez eine Pause zwischen zwei Tourneen nutzten. In der ersten Hälfte der Sessions folgten die beiden einem festen Tagesablauf, bei dem die Lunny und Macieira-Boşgelmez nach dem Aufstehen zuerst joggen gingen, dann frühstückten und sich dann zwischen Mittag und Abend um das Songwriting kümmerten. Jedoch fanden sie diesen Ablauf zu reglementiert. Daher orderten sie für die zweite Hälfte große Mengen Alkohol und machten Pausen, wann immer ihnen danach war.
Aufgenommen wurde das Album in dem Tonstudio Echo Zoo in Eastbourne mit dem Produzenten Daniel Fox, mit dem die Band bereits ihre Single God’s Country aufgenommen hat. Gemischt wurde das Album von Seth Manchester, während Joe LaPorta das Mastering übernahm. Das Schlagzeug wurde von Jack Looker eingespielt, der sich auch am Songwriting des Album beteiligte. Die Ausnahme ist das Lied Big Dick Energy, welches von Phoebe Lunny und der ehemaligen Schlagzeugerin Catt Jack geschrieben wurde. Musikvideos wurden für die Lieder Company Culture, Love und Cuntology 101 veröffentlicht.

## Hintergrund
Das Lied Bad Apple handelt von Polizeigewalt und wurde vom Mordfall Sarah Everard inspiriert. Everard wurde von einem Polizeibeamten entführt, vergewaltigt und ermordet. In Company Culture geht es um sexistische Arbeitsumfelder für Frauen, in denen sie doppelt so hart arbeiten müssen wie Männer, Angst davor haben, über Belästigungen und Schikanen zu berichten und nie ernst genommen zu werden. Das Lied Big Dick Energy dreht sich um toxische Männlichkeit. Die Gesellschaft würde die buchstäblich großen Schwänze von Männern feiern, die in Wahrheit gar nicht so groß sind.
Der Titel No Homo richtet sich gegen Homophobie. Nothing Tastes as Good as It Feels beschäftigt sich mit den eigenen Erfahrungen, die die beiden Musikerinnen mit Essstörungen hatten. You’re Not from Around Here kritisiert Gentrifizierung Scarcity Is Fake (Communist Propaganda) enthält eine Aufnahme des US-amerikanischen Bürgerrechtlers Stokely Carmichael. In dem Lied Filthy Rich Nepo Baby macht sich die Band über Kinder reicher Eltern lustig, die sich in ihren Songs und in Interviews als darbende Künstler inszenieren.
Love handelt von toxischer Liebe und psychischer Misshandlung. Es wäre ein Kreislauf daraus, Zuneigung durch Leiden anzustreben. Die Person bleibt in der Beziehung, weil sie nichts anderes kennt. Im abschließenden Lied Cuntology 101 wird das Schimpfwort „cunt“ (Fotze) in etwas Positives umgekehrt, weil der Begriff ständig in einem negativen Kontext auftaucht. Frauen und queere Menschen sollten sich laut Phoene Lunny das Wort zurückholen.

## Rezensionen
Anagricel Duran vom New Musical Express beschrieb als „unmissverständliches Punk-Statement zur Chaos des modernen Lebens“. Die Band „beweist, dass Punk gesund und munter“ ist, während das Album „laut, rau und unmöglich zu ignorieren ist“. Duran vergab fünf von fünf Punkten. Lewis Wade vom Onlinemagazin The Skinny schrieb das das Album einen „holprigen Charme“ habe, aber es befindet sich „nichts unausgereiftes auf diesem glühenden Leitbild“, wofür er vier von fünf Punkten vergab. Ben Forrest vom Onlinemagazin Far Out hingegen kritisierte, dass das Album von seinen einfallslosen Texten und dem Mangel an klanglicher Diversität im Stich gelassen wird. Abgesehen von No Homo würde jedes Lied gleich klingen, wofür Forrest zwei von fünf Punkten vergab.

## Chartplatzierungen
| ChartsChartplatzierungen     | Höchstplatzierung | Wochen |
| ---------------------------- | ----------------- | ------ |
| Vereinigtes Königreich (OCC) | 16 (1 Wo.)        | 1      |